# Harmanpreet Singh
Harmanpreet Singh (Amritsar, 6 de enero de 1996) es un jugador indio de hockey sobre hierba que juega como defensor y es el capitán del equipo nacional de la India. Es un especialista en penalty corner y es considerado uno de los mejores drag flickers del mundo. Fue el capitán del equipo de hockey de la India que ganó la medalla de bronce en los Juegos Olímpicos de Verano de 2024 en París. Esta fue su segunda medalla de bronce en tres participaciones en los Juegos Olímpicos.

## Familia y primeros años
Harmanpreet Singh nació el 6 de enero de 1996 en el pueblo de Timmowal, cerca del municipio de Jandiala Guru en Amritsar, en una familia de agricultores sijs. Comenzó a jugar al hockey a la edad de 10 años. A los 15 años, se unió a la Academia de Hockey Surjit Singh con la esperanza de convertirse en delantero. Está casado con Amandeep Kaur, con quien tiene una hija llamada Ruhanat.

## Carrera junior
Singh hizo su debut con el Equipo Junior de India contra Nueva Zelanda. Anotó 9 goles en la 2014 Sultan of Johor Cup. Su equipo ganó el torneo al vencer a Gran Bretaña 2–1 en la final. Por sus destacadas actuaciones, recibió el premio al Jugador del Torneo. Marcó 4 goles en la 2015 Sultan of Johor Cup. Desafortunadamente, su equipo perdió en la final contra Gran Bretaña en penales 3-4 tras un empate 2–2. Fue miembro del equipo que ganó la 2015 Men's Hockey Junior Asia Cup. Fue el máximo goleador del torneo, anotando 14 goles. Después de su aparición en los Juegos Olímpicos, fue seleccionado para la 2016 Men's Hockey Junior World Cup. Singh anotó un crucial gol en el minuto 66 contra España, lo que ayudó a su equipo a ganar el partido 2-1 y llegar a las semifinales. Su equipo ganó el torneo al vencer a Bélgica en la final 2–1. Marcó 3 goles en el torneo.

## Carrera sénior

### 2015
Harmanpreet Singh recibió su primera convocatoria para el equipo senior en abril de 2015, cuando fue seleccionado para la serie bilateral de 3 partidos contra Japón. Sin embargo, fue excluido del equipo para el siguiente torneo, que fue el 2014–15 Men's FIH Hockey World League Semifinals.

### 2016
Singh regresó al equipo para la Copa Sultan Azlan Shah 2016. Marcó su primer gol con el equipo nacional contra el equipo japonés, lo que ayudó a su equipo a ganar el partido 2–1. Luego marcó un gol en el partido contra Canadá, que su equipo ganó 3–1. Solo anotó 2 goles en el torneo. Su equipo sufrió una dura derrota ante Australia en la final 4–0.
Harmanpreet fue luego mantenido en el equipo para la Copa de Campeones de Hockey 2016. En el primer partido contra Alemania, anotó un gol en el minuto 32, pero el partido terminó en empate 3–3, y en el siguiente partido contra Gran Bretaña, anotó un gol en el minuto 34, lo que ayudó a su equipo a ganar el partido 2–1. La final contra Australia terminó en empate 0–0. En la tanda de penales, solo Harmanpreet logró marcar. Su equipo perdió la final 3–1 en penales. Singh anotó 2 goles en el torneo y ganó el premio al Mejor Jugador Joven del Torneo.
Fue incluido en el equipo de India para los Juegos Olímpicos de 2016. Harmanpreet tuvo una actuación decepcionante en los Juegos Olímpicos de Río 2016. No logró marcar ningún gol. Su entrenador afirmó que no cumplió con las expectativas y no hizo justicia al talento y habilidades que poseía como jugador. Su equipo perdió contra Bélgica en los cuartos de final 1-3, después de calificar apenas para la etapa de eliminación. De los 6 partidos, India ganó solo 2 y perdió 3, lo que fue una conclusión decepcionante para su campaña olímpica. Fue excluido del equipo para la Copa Asiática de Campeones de Hockey 2016 y el Torneo Invitacional de 4 Naciones después de una desastrosa campaña olímpica.

### 2017
Después de sus buenas actuaciones en la Copa Mundial Juvenil de Hockey 2016, Singh regresó al equipo nacional para la Copa Sultan Azlan Shah 2017. Marcó 2 goles (minutos 27 y 47) en el partido contra Nueva Zelanda, que su equipo ganó cómodamente 3–0. Luego, fue el único goleador (minuto 26) en el partido contra Australia, que su equipo perdió 1–3. Anotó 3 goles en el torneo y su equipo terminó en el tercer lugar.
Harmanpreet Singh fue incluido en el equipo para los 2016–17 Men's FIH Hockey World League Semifinals.
Fue seleccionado para la Copa Asiática de Hockey 2017. Marcó 2 goles en el minuto 35 y en el minuto 48 en el primer partido contra Japón. India ganó fácilmente el partido 5–1. Luego anotó 2 goles en el siguiente partido contra Bangladesh en los minutos 28 y 47. Su equipo ganó el partido 7–0. Posteriormente, marcó un gol en el minuto 45 del partido contra sus rivales Pakistán, que también ganó su equipo 3–1. Su equipo terminó primero en la fase de grupos y se clasificó para las etapas Super 4s. Anotó un gol en el minuto 19 en una contundente victoria de 6–1 sobre Malasia. Luego anotó un gol en el minuto 51 en el partido contra Pakistán, que su equipo ganó 4–0 para llegar a la final. Su equipo ganó el torneo al vencer a Malasia 2–1 en la final, obteniendo su tercer título. Harmanpreet fue el máximo goleador junto con el malasio Faizal Saari con 7 goles.

### Juegos Olímpicos de Tokio 2020
Harmanpreet Singh tuvo una actuación estelar en los Juegos Olímpicos de Tokio 2020. Marcó un gol contra Nueva Zelanda en una victoria 3-2, y luego volvió a marcar contra Australia en una victoria 7-1. También anotó contra Argentina en una victoria 3-1 y marcó dos veces contra Japón, en una victoria 5-3 para India. Anotó nuevamente contra Bélgica en las semifinales, pero India perdió 5-2. En el partido por la medalla de bronce, Harmanpreet anotó dos goles contra Alemania, asegurando una victoria 5-4 para India. Su rendimiento constante a lo largo del torneo fue crucial para guiar a India a su primera medalla olímpica en 41 años.

### 2022–2023
Harmanpreet Singh tuvo una actuación estelar en los Juegos de la Commonwealth de 2022, ayudando a India a asegurar una medalla de plata. Fue el segundo máximo goleador del torneo, anotando nueve goles en total. Su destacada actuación en el campo le valió el prestigioso título de Jugador del Año de la FIH en 2022.
En el Pro League 2021–22, Singh anotó su gol número 100 en un partido contra Inglaterra, donde también consiguió un triplete, ayudando a su equipo a ganar 4–3. Luego anotó dos goles contra Alemania, contribuyendo a una victoria de 3–0 para su equipo. En el hockey sobre césped moderno, ha anotado la mayor cantidad de goles internacionales para India.
Singh lideró al equipo de hockey sobre césped de India a una victoria con medalla de oro en los Juegos Asiáticos de 2022, derrotando a los campeones defensores Japón 5–1 en la final. Como ganadores, India se clasificó directamente para los Juegos Olímpicos de 2024. Fue el máximo goleador de India, anotando 13 goles en los Juegos Asiáticos, y mostró su experiencia como especialista en córneres cortos.
Singh fue nombrado capitán para la temporada 2022–23 de la Pro League. Singh fue retenido como capitán para el Mundial de Hockey 2023. India fue eliminada en penales por Nueva Zelanda en la etapa de cruces, antes de los cuartos de final, y terminó en el noveno lugar después de una victoria sobre Sudáfrica. Sin embargo, Singh tuvo un año particularmente exitoso y anotó 42 goles en 33 partidos. El 10 de febrero de 2024, anotó dos goles en el partido de apertura contra España en la edición 2023–24 de la Pro League. El primero fue una conversión de córner corto y el segundo un penalti. Anotó un gol salvador en el siguiente partido contra los Países Bajos, su aparición número 200 con la selección nacional. El partido terminó en empate 2–2.

### Juegos Olímpicos de París 2024
Harmanpreet Singh capitaneó al equipo masculino de hockey de India a una victoria con medalla de bronce contra España el 8 de agosto de 2024 en los Juegos Olímpicos de 2024. Fue el máximo goleador del torneo con un total de 10 goles, incluyendo dos goles cruciales en el partido por la medalla de bronce. Singh también anotó dos goles contra Australia, llevando a India a su primera victoria contra ellos en 52 años. Ganó el apodo de Sarpanch Sahib del Hockey (que se refiere a un líder de un pueblo) por los medios de comunicación debido a su desempeño y capitanía en los Olímpicos.

## Carrera en clubes
El joven especialista en arrastrar el balón fue fichado por Dabang Mumbai por $51,000 en la Hockey India League 2015, anotando 5 goles en su primera edición. Ganó el premio Ponty Chadha al jugador más prometedor del torneo en 2015. Dabang Mumbai lo retuvo para la edición de 2016. Anotó solo 2 goles en toda la temporada, pero sus buenas habilidades defensivas ayudaron a justificar su retención. Marcó 6 goles en la edición de 2017, y ganó el premio al Jugador Prometedor del Torneo.